# Фони
Фо̀ни (на италиански: Fonni; на сардински: Fonne, Фоне) е малко градче и община в Южна Италия, провинция Нуоро, автономен регион и остров Сардиния. Разположено е на 1000 m надморска височина. Населението на общината е 4104 души (към 2010 г.).